# Iwan Bobko
Iwan Mychajłowycz Bobko, ukr. Іван Михайлович Бобко (ur. 10 grudnia 1990 w Odessie) – ukraiński piłkarz, grający na pozycji pomocnika.

## Kariera piłkarska

### Kariera klubowa
Wychowanek Szkoły Piłkarskiej Nr 11 w Odessie, barwy której bronił w juniorskich mistrzostwach Ukrainy (DJuFL). W lipcu 2007 rozpoczął karierę piłkarską w drużynie rezerw Czornomorca Odessa, a 26 września 2010 debiutował w podstawowym składzie klubu. Od lipca do września 2010 występował w składzie drugiej drużyny klubu. 13 stycznia 2015 opuścił odeski klub, a już 28 stycznia podpisał kontrakt z Metalistem Charków. 2 września 2016 został piłkarzem Debreceni VSC, w którym grał do końca roku. W lipcu 2017 wrócił do Czornomorca Odessa. 5 września 2017 kontrakt za obopólną zgodą został anulowany. 5 lutego 2018 jednak ponownie został piłkarzem Czornomorca. Po zakończeniu sezonu 2017/18 znów opuścił odeski klub. 6 lutego 2019 podpisał kontrakt z AFC Eskilstuna, w którym grał do 1 lipca 2019. 24 lipca 2019 zasilił skład Okżetpesu Kokczetaw. 19 lutego 2020 przeniósł się do Torpeda Kutaisi.

### Kariera reprezentacyjna
8 kwietnia 2009 rozegrał jedyny mecz w juniorskiej reprezentacji Ukrainy U-18.

## Sukcesy i odznaczenia

### Sukcesy klubowe
- finalista Pucharu Ukrainy: 2013
- wicemistrz Ukraińskiej Pierwszej Ligi: 2011